# إيزابيل بلاخ
إيزابيل بلاخ (بالألمانية: Isabel Plach) مواليد 19 أبريل 1987 في فيينا، هي لاعبة كرة يد نمساوية تلعب كجناح أيسر. حصلت مع فريقها على المركز الثاني في دوري أبطال أوروبا لكرة اليد للسيدات سنة 2008.